# Giovanni Angelo Montorsoli

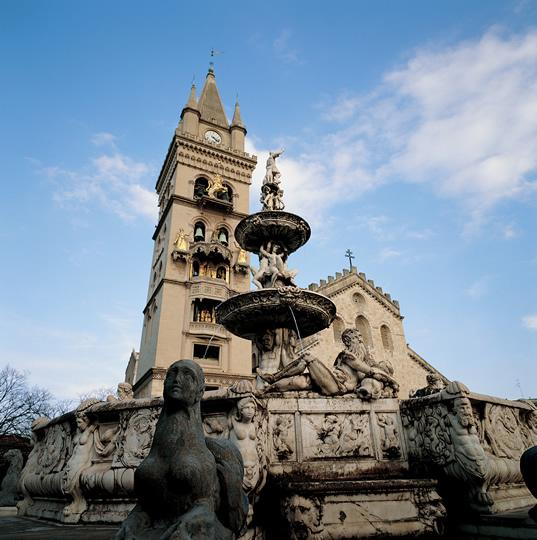
Font d'Orió a Messina obra de Giovanni A. Montorsoli.

Giovanni Angelo Montorsoli (Florència, 1507-1563) va ser un escultor i arquitecte italià del segle xvi.
Va col·laborar amb Miquel Àngel a la sagristia nova de la basílica de Sant Llorenç a Florència, on va esculpir el San Cosma al costat de la Madonna (1536-37). Va actuar en molts camps, com a restaurador d'estàtues antigues, com a arquitecte i productor de decoració de festivitats. A més a més va construir nombrosos monuments, com la tomba de Mauro Mafferi (1537) al Duomo de Volterra i la tomba d'Andreu Doria (1541) a l'església de Sant Mateu a Gènova.
Es va establir a Messina entre 1547 i 1557, quan el Senat d'aquella ciutat l'havia nomenat per a edificar, a la desembocadura de l'aqüeducte de Camaro (1530-47), sobre la plaça del Duomo, una font d'utilitat pública amb un motiu decoratiu. Aquesta escultura va tenir a més una funció notable a l'escenografia urbana. Situada davant de la catedral, però allunyada de l'eix longitudinal, la construcció va implicar la reurbanització de tota la plaça, incloent-hi la demolició de l'església de Sant Llorenç.
Montorsoli va rebre a més a més l'encàrrec de construir la nova església de Sant Llorenç. La sistematització de la Plaça del Duomo, en quina escultura i espai urbà resultaven indissolubles, va ser una de les primeres experiències urbanístiques d'importància que van tenir lloc a Sicília.

## Obres realitzades a Messina
- La Font d'Orió (Fontana di Orione, 1547-1551), dedicada al gegant Orió, mític fundador de Messina. La Font inclou un complet sistema de canalitzacions. Presenta una estructura piramidal. Després d'una restauració que va trigar uns anys, el setembre 2023 va tornar a l'esplendor antiga.[3]
- La Font de Neptú (1557): situada originàriament a la ribera, va ser traslladada després del terratrèmol de 1908 a la Plaça de la Unitat d'Itàlia, però arbitràriament girada 180 graus respecte de la posició original, i en conseqüència se situa d'esquena al mar.[2]
- L'Església de Sant Llorenç (destruïda el 1783): era un edifici amb planta rectangular, i una cúpula central i dos laterals.
- La Torre della Lanterna (1555), originàriament anomenada Torre del Garofalo.
- La Font del Castell de Bauso, s'atribueix també a la seva autoria.